# 柳滩乡
柳滩乡，是中华人民共和国四川省南充市蓬安县曾经下辖的一个乡。2019年10月，撤销柳滩乡和开元乡，将其所属行政区域划归河舒镇管辖。

## 行政区划
柳滩乡撤销前下辖以下地区：
三角滩村、响水滩村、轿顶山村、安乐村、石桥村、银窝村、花鱼滩村、葡萄山村、桅子坪村、鱼形村、界缘桥村、国乐村和中嘴村。